# Чемпіонат Чехії з волейболу серед жінок
Чемпіонат Чехії з волейболу або Екстраліга — проводиться з 1992 року під егідою Чеської волейбольної асоціації.

## Назви
- Extraliga žen (1992—2005)
- ArginMax Extraliga žen (2005—2007)
- Extraliga žen (2007—2010)
- UNIQA Extraliga žen (2010–. . .)

## Сезон 22/23
В елітному дивізіоні чеського жіночого волейболу грають 11 колективів:
- «Дукла» (Ліберець)
- «Кралове Поле» (Брно) — віцечемпіон і володар кубка Чехії 2022 року [2]
- «Олімп» (Прага) [3]
- «Оломоуць» [4]
- «Острава»
- «Прометей»
- «Простейов» — чемпіон Чехії 2022 року [5]
- «Пршеров» [6]
- «Сокіл» (Фрідек-Містек) [7]
- «Сокіл» (Штернберк) [8]
- «Шельми» (Брно)

Українські спортсменки в Екстралізі: Ангеліна Дуб'янська, Ганна Кириченко («Шельми» Брно), Вікторія Мосціцька («Оломоуць»), Діана Франкевич («Дукла» Ліберець), Поліна Кочеткова, Яна П'янтковська, Інна Деніна («Сокіл» Штернберк), Анна Шумейко («Сокіл» Фрідек-Містек) і 11 волейболісток «Прометея» (Дар'я Великоконь, Кіма Жаркова, Євгенія Хобер, Анна Артишук, Олександра Міленко, Анастасія Маєвська, Світлана Дорсман, Вікторія Даньчак, Анастасія Карасьова, Кристина Нємцева, Катерина Гусейнова). 
Один сезон в українській першості відіграла центральна блокуюча з Бразилії Ракель Лофф да Сілва («Простейов»).

## Список призерів
| Рік  | Чемпіон               | Віцечемпіон             | Третє місце             |
| ---- | --------------------- | ----------------------- | ----------------------- |
| 1993 | «Оломоуць»            | «Олімп» (Прага)         | «Кралово Поле» (Брно)   |
| 1994 | «Оломоуць»            | «Кралово Поле» (Брно)   |                         |
| 1995 | «Оломоуць»            | «Олімп» (Прага)         | «Кралово Поле» (Брно)   |
| 1996 | «Оломоуць»            | «Олімп» (Прага)         | «Кралово Поле» (Брно)   |
| 1997 | «Олімп» (Прага)       | «Лапос»                 | «Кралово Поле» (Брно)   |
| 1998 | «Лапос»               | «Олімп» (Прага)         | «Кралово Поле» (Брно)   |
| 1999 | «Олімп» (Прага)       | «Лапос»                 | «Оломоуць»              |
| 2000 | «Лапос»               | «Кралово Поле» (Брно)   |                         |
| 2001 | «Лапос»               | «Кралово Поле» (Брно)   |                         |
| 2002 | «Кралово Поле» (Брно) | «Олімп» (Прага)         | «Лапос»                 |
| 2003 | «Кралово Поле» (Брно) | «Олімп» (Прага)         | «Оломоуць»              |
| 2004 | «Кралово Поле» (Брно) | «Олімп» (Прага)         | «Сокіл» (Фрідек-Містек) |
| 2005 | «Олімп» (Прага)       | «Сокіл» (Фрідек-Містек) | «Кралово Поле» (Брно)   |
| 2006 | «Кралово Поле» (Брно) | «Славія» (Прага)        | «Олімп» (Прага)         |
| 2007 | «Кралово Поле» (Брно) | «Олімп» (Прага)         | «Славія» (Прага)        |
| 2008 | «Олімп» (Прага)       | «Оломоуць»              | «Кралово Поле» (Брно)   |
| 2009 | «Простейов»           | «Кралово Поле» (Брно)   | «Оломоуць»              |
| 2010 | «Простейов»           | «Кралово Поле» (Брно)   | «Олімп» (Прага)         |
| 2011 | «Простейов»           | «Оломоуць»              | «Кралово Поле» (Брно)   |
| 2012 | «Простейов»           | «Олімп» (Прага)         | «Оломоуць»              |
| 2013 | «Простейов»           | «Олімп» (Прага)         | «Оломоуць»              |
| 2014 | «Простейов»           | «Олімп» (Прага)         | «Оломоуць»              |
| 2015 | «Простейов»           | «Олімп» (Прага)         | «Сокіл» (Фрідек-Містек) |
| 2016 | «Простейов»           | «Оломоуць»              | «Острава»               |
| 2017 | «Простейов»           | «Оломоуць»              | «Кралово Поле» (Брно)   |
| 2018 | «Простейов»           | «Оломоуць»              | «Острава»               |
| 2019 | «Оломоуць»            | «Простейов»             | «Дукла» (Ліберець)      |
| 2020 | незавершений турнір   | незавершений турнір     | незавершений турнір     |
| 2021 | «Дукла» (Ліберець)    | «Олімп» (Прага)         | «Оломоуць»              |
| 2022 | «Простейов»           | «Кралово Поле» (Брно)   | «Дукла» (Ліберець)      |
| 2023 | «Кралово Поле» (Брно) | «Шельми» (Брно)         | «Дукла» (Ліберець)      |
| 2024 | «Шельми» (Брно)       | «Дукла» (Ліберець)      | «Простейов»             |